# La Lumière du lac
Pour plus de détails, voir Fiche technique et Distribution.
La Lumière du lac est un film dramatique film franco-canadien réalisé par Francesca Comencini, sorti en 1988.

## Fiche technique
- Titre français : La Lumière du lac
- Réalisation : Francesca Comencini
- Scénario : Francesca Comencini et Stéphane Didier-Lambert
- Photographie : Denis Lenoir
- Production : Claude Abeille et Daniel Toscan du Plantier
- Pays de production :  France /  Canada
- Langue : Français
- Format :
- Genre : drame
- Durée :
- Date de sortie : 
  - France : 23 novembre 1988

## Distribution
- Nicole Garcia : Carlotta
- Wadeck Stanczak : Marco
- Francesca Prandi : Miranda
- Jean-Louis Barrault : Le vieux
- Madeleine Renaud : La grand-mère
- Luc Lavandier : Michel
- Anne Alvaro : Mme Pallaci
- Patrick Palmero : Le présentateur de la fête
- Nils Tavernier : Tatiano
- Jacques Siclier : Le directeur du supermarché